# Nhơn Châu
Nhơn Châu là một xã thuộc tỉnh Gia Lai, Việt Nam.
Địa giới hành chính của xã bao gồm toàn bộ cù lao Xanh, có diện tích 3,58 km², dân số năm 1999 là 2.515 người, mật độ dân số đạt 703 người/km².
Nhơn Châu (Cù lao Xanh) bao gồm 3 thôn: Tây, Trung & Đông.